# Slana (Alaska)
Pour les articles homonymes, voir Slana.
Slana est une localité d'Alaska (Census-designated place) aux États-Unis, faisant partie de la Région de recensement de Valdez-Cordova. Sa population était de 147 habitants en 2010.
Slana s'étend le long de la route Nabesna, qui débute au sud de la Tok Cut-Off, au kilomètre 101. Elle se trouve au confluent de la rivière Slana et de la rivière Copper, à 85 kilomètres au sud-ouest de Tok. Elle jouit d'un climat continental avec de longs hivers rudes et des étés relativement chauds (températures extrêmes −52 °C en hiver et 32 °C en été). La moyenne des chutes de neige est de 1,5 m par an.
Son nom est d'origine indigène, et provient du nom de la rivière qui la borde. La mine de Nabesna, ouverte en 1923, a employé 60 personnes à sa période de plus importante activité. De nombreux métaux y ont été extraits, même si l'or représentait la première source de profit. Elle resta en exploitation jusqu'à la fin des années 1940. Slana s'est développée ensuite, après la mise en place de l'Homestead Act.
Actuellement, une station de rangers y est installée, destinée à renseigner les voyageurs sur la praticabilité de la route de Nabesna, et les itinéraires des chemins de randonnée.

## Démographie
| Groupe               | Slana | Alaska | États-Unis |
| -------------------- | ----- | ------ | ---------- |
| Blancs               | 83,0  | 66,7   | 72,4       |
| Autochtones d'Alaska | 12,9  | 14,8   | 0,9        |
| Métis                | 3,4   | 7,3    | 2,9        |
| Afro-Américains      | 0,7   | 3,3    | 12,6       |
| Autres               | 0     | 7,9    | 11,2       |
| Total                | 100   | 100    | 100        |
|                      |       |        |            |
| Latino-Américains    | 0     | 5,5    | 16,7       |

Selon l'American Community Survey, pour la période 2011-2015, 73,08 % de la population âgée de plus de 5 ans déclare parler anglais à la maison, alors que 26,92 % déclare parler l'espagnol.
| 1980 | 1990 | 2000 | 2010 |
| ---- | ---- | ---- | ---- |
| 49   | 63   | 124  | 147  |